# Вилькув (гмина, Намыслувский повет)
Вилькув (пол. Wilków) — сельская гмина (волость) в Польше, входит как административная единица в Намыслувский повет, Опольское воеводство. Население — 4691 человек (на 2004 год).

## Демография
| Перепись                       | Всего   | Всего | Женщины | Женщины | Мужчины | Мужчины |
| ------------------------------ | ------- | ----- | ------- | ------- | ------- | ------- |
| Единицы                        | человек | %     | человек | %       | человек | %       |
| Население                      | 4691    | 100   | 2370    | 50,5    | 2321    | 49,5    |
| Плотность населения (чел./км²) | 46,6    | 46,6  | 23,6    | 23,6    | 23,1    | 23,1    |

## Сельские округа
1. Букове
2. Дембник
3. Идзиковице
4. Якубовице
5. Кшикув
6. Любска
7. Млокице
8. Понгув
9. Пельгжимовице
10. Пшенична
11. Вилькув
12. Войцехув
13. Колёня-Войцехув
14. Хшонстув
15. Понгувек
16. Вилькувек

## Соседние гмины
1. Гмина Берутув
2. Гмина Дзядова-Клода
3. Гмина Намыслув